# Sandra Nurmsalu
Sandra Nurmsalu (Alavere, 6 december 1988) is een Estisch violiste en zangeres. Ze was de leadzangeres van de groep Urban Symphony. Daarnaast is ze violiste in de Estische folkmuziekgroepen "Pillipiigad" en "Virre".

## Biografie
Nurmsalu werd geboren en groeide op in het dorpje Alavere in Estland. Ze studeerde muziek aan de Kose Muziekschool in het gelijknamige dorpje. Haar eerste muzikale optreden was een solovioolnummer in het wedstrijdprogramma "2 Takti Ette", dat jaarlijks georganiseerd wordt door Eesti Televisioon. Hier eindigde ze op de 4de plaats.
In 2010 deed Nurmsalu mee aan het reality-competitie show "Eesti Otsib Superstaari" (onderdeel van de Idols series). Elke deelnemer mocht een Estisch artiest uitkiezen om een duet mee te zingen. Deelnemer Ott Lepland, de uiteindelijke winnaar van de show, koos Nurmsalu uit om samen "Rändajad" te zingen.
Op 11 maart 2010 werd bekend dat Nurmsalu in verwachting was van haar eerste kind en op 26 juli 2010 beviel ze van een dochtertje. De vader is professioneel pokeraar Tarmo Kask.

## Eurovisiesongfestival 2009
In 2009 deed ze samen met haar groep Urban Symphony mee aan het Eurovisiesongfestival waar ze Estland vertegenwoordigde. Met het nummer Rändajad eindigde ze in de finale op de 6de plaats, de hoogst genoteerde plek voor een niet Engels talig nummer. Sinds haar optreden in het Eurovisiesongfestival heeft ze een grote Europese fan base.
- MusicBrainz: 4c3713b5-86a1-4f6f-9d0e-7c19c05993f7
- Virtual International Authority File: 181153411774341700003